# Uroš Prevoršek
Uroš Prevoršek, slovenski dirigent, violinist, skladatelj in glasbeneni kritik, * 23. marec 1915, Ljubljana, † 20. avgust 1996, Ljubljana
Prevoršek je vodil Simfonični orkester RTV Ljubljana od njegove ustanovitve leta 1955 do leta 1966. Z velikim idealizmom je zgradil orkester, ki so ga tedaj sestavljali večinoma študenti ljubljanske Srednje glasbene šole ter Akademije za glasbo in mu vdihnil svojega iskrivega duha in glasbeno vitalnost, ki je še danes ena poglavitnih ansamblovih odlik. Maestro Prevoršek je po študiju violine pri svetovno znanem violinistu Albertu Poltronieriju v Milanu deloval kot violinski virtuoz, vendar po njegovih lastnih besedah njegov ideal ni bila »virtuoznost violinista, ki premalo zaposluje duha, temveč komponiranje in dirigiranje.«  Med letoma 1941 in 1945 je bil koncertni mojster Simfoničnega orkestra Radia Beograd, po vojni je postal profesor na Akademiji za glasbo v Ljubljani, kjer je do upokojitve leta 1981 poučeval teoretične predmete ter komorno igro in z velikim uspehom vodil akademski orkester. Več sezon je pisal tudi glasbene kritike za časopis Delo.